# Cocieri

Cocieri is een gemeente en de hoofdplaats van de Moldavische bestuurlijke eenheid (unitate administrativ-teritorială) Dubăsari.
De gemeente telt, samen met deelgemeente Vasilievca, 4336 inwoners.